# 칸라온산
칸라온산(Kanlaon)은 필리핀 네그로스섬에 위치한 해발 2,465m의 활화산이다. 성층 화산으로, 네그로스섬 최고봉이며 또한 비사야 제도의 최고봉이기도 하다. 바콜로드로부터 남동쪽으로 30km 지점에 위치해있다. 필리핀 중부에서 가장 활동이 활발한 화산으로 꼽히며, 가장 최근의 분화는 2016년 6월 18일에 일어났다.
필리핀 중부에서 가장 활동이 활발한 활화산으로 1819년부터 총 30차례 분화하였다. 주로 수증기 폭발이나 가벼운 화산재 분출을 주로 일으켰으며 플리니식 분화는 아직 기록된 바가 없다. 1996년 8월 10일 분화는 경고 없이 일어나 당시 등산하던 등산객 24명 중 분화구 근처에 있던 3명이 사망한 바가 있다. 